# Goldeneye (tenuta)
Goldeneye è la residenza dello scrittore Ian Fleming in Giamaica, che sorgeva su una tenuta di sei ettari. Fleming vi trascorse i mesi da gennaio a marzo negli anni tra il 1946 e il 1964: nel corso delle otto settimane di permanenza scrisse tutti i 14 romanzi che hanno come protagonista James Bond, di cui l'ultimo pubblicato postumo.
Il nome Goldeneye, scelto da Fleming, è un omaggio al romanzo di Carson McCullers Reflections in a Golden Eye (Riflessi in un occhio d'oro, 1941); ma è anche un riferimento a Operazione GoldenEye, una missione alla quale il Fleming soldato aveva partecipato con i servizi segreti della Marina britannica durante la seconda guerra mondiale. Un ulteriore spunto glielo fornì il nome della baia sulla quale la tenuta sorgeva: Oracabessa (Testa d'oro, in inglese Golden Head). Niente di più naturale che un "occhio d'oro" (golden eye) su una "testa d'oro" (golden head).
Il nome della tenuta ha ispirato il titolo del diciassettesimo film di James Bond GoldenEye (1995). La tenuta appartiene alla top model Naomi Campbell.